# Future of Life Institute
The Future of Life Institute (FLI)  är globalt forskning och "outreach" organisation som arbetar för att minska existentiella risker som  mänskligheten står inför, särskilt existentiell risk orsakad av artificiell generell intelligens. Dess grundare inkluderar bland annat MIT kosmologen Max Tegmark och Skypes medgrundare Jaan Tallinn. Kosmologen Stephen Hawking var och entreprenören Elon Musk är bland andra rådgivare i dess styrelse.